# Loren Shriver
Loren James Shriver (* 23. September 1944 in Jefferson, Bundesstaat Iowa, USA) ist ein ehemaliger US-amerikanischer Astronaut.
Shriver erhielt 1967 einen Bachelor in Luftfahrttechnik von der United States Air Force Academy und 1968 einen Master in Raumfahrttechnik von der Purdue University.
1967 ging Shriver zur United States Air Force und war von 1969 bis 1973 Pilotenausbilder auf der Vance Air Force Base in Oklahoma. Von 1973 bis 1974 war er in Thailand stationiert. 1975 wurde er auf der Edwards Air Force Base zum Testpiloten ausgebildet und als solcher ab 1976 auch eingesetzt.

## Astronautentätigkeit
Im Januar 1978 wurde Shriver von der NASA als Astronautenanwärter ausgewählt. 1985, 1990 und 1992 nahm er an drei Raumflügen teil. 
Shriver wurde 1993 Space Shuttle Program Manager for Launch Integration. 1997 wurde er stellvertretender Direktor für Shuttle-Starts und Nutzlasten am Kennedy Space Center. Von 2000 bis 2006 war er stellvertretender Programm-Manager des Space-Shuttle-Programms.

### STS-10
STS-10 wurde wegen Verspätungen bei der Nutzlast, einem Satelliten des US-Verteidigungsministeriums, abgesagt. Ken Mattingly, Loren Shriver, Ellison Onizuka, James Buchli und der erste Militärastronaut Nutzlastspezialist der US Air Force Gary Payton waren für diesen Flug im November 1983 vorgesehen gewesen.

### STS-41-E
Die Satellitenmission STS-41-E des US-Verteidigungsministeriums wurde wegen Problemen mit der IUS-Oberstufe abgesagt. Ken Mattingly, Loren Shriver, Ellison Onizuka, Jim Buchli und der Nutzlastspezialist der US Air Force Jeffrey Detroye waren als Mannschaft nominiert. Der Start war für März 1984 mit der Raumfähre Challenger geplant.

### STS-51-C
Seinen ersten Raumflug unternahm Shriver am 24. Januar 1985 als Pilot der Raumfähre Discovery. Missionsziel von STS-51-C war die Aussetzung eines geostationären Aufklärungssatelliten im Auftrag des US-Verteidigungsministeriums.

### STS-61-M
Die Mission STS-61-M der Challenger hätte im Juli 1986 einen TDRS-Satelliten ins All bringen sollen. Die Crew hätte aus Loren Shriver, Bryan O’Connor, Mark Lee, Sally Ride, William Fisher und dem US-Industrieastronauten Nutzlastspezialist Robert Wood bestanden. Nach der Challenger-Katastrophe wurde dieser Flug abgesagt.

### STS-31
Shrivers zweiter Flug begann am 24. April 1990, er war Kommandant der Raumfähre Discovery. Hauptaufgabe von STS-31 war das Aussetzen des Hubble-Weltraumteleskops. Daneben wurden mit einer IMAX-Kamera Aufnahmen von der Erde gemacht.

### STS-46
Am 31. Juli 1992 startete Shriver als Kommandant des Space Shuttles Atlantis zur Mission STS-46. Während des achttägigen Fluges wurde der Satellit EURECA ausgesetzt sowie Erprobungen mit dem Tethered Satellite System (TSS) durchgeführt.

## Privates
Loren Shriver ist verheiratet und hat vier Kinder.